# 外側広筋
外側広筋（がいそくこうきん、英語: vastus lateralis muscle）は人間の大腿骨を起始とする筋肉で膝関節の伸展を行う。
大腿の外側面で大転子の下部から起こり、膝蓋骨の上縁外側から膝蓋靭帯をへて脛骨粗面に停止する。中間広筋、内側広筋、大腿直筋と一緒に大腿四頭筋を構成している。